# Liste der Bürgermeister von Helmstedt
Die Liste der Bürgermeister von Helmstedt führt die Bürgermeister der niedersächsischen Kleinstadt Helmstedt auf.

## Geschichte
Das Amt des Bürgermeisters in Helmstedt wurde erstmals im Jahr 1232 urkundlich erwähnt. Ursprünglich war der Bürgermeister Teil des Rates und übernahm Verwaltungs-, Polizei- und Gerichtsaufgaben. Ab dem 18. Jahrhundert wurde der Bürgermeister vom Landesherrn, später vom Herzog von Braunschweig, ernannt und hatte eine zentrale Rolle in der Stadtverwaltung inne.
Mit der Einführung der preußischen Städteordnung im 19. Jahrhundert setzte eine schrittweise Demokratisierung ein. In der Weimarer Republik wurde der Bürgermeister durch den Stadtrat gewählt. Nach der nationalsozialistischen Machtübernahme 1933 wurde das Amt gleichgeschaltet, und Bürgermeister wurden durch das Regime eingesetzt.
Seit 1946 wird der Bürgermeister in Helmstedt wieder im Rahmen kommunaler Wahlen bestimmt. Damit ist das Amt heute demokratisch legitimiert und Teil der kommunalen Selbstverwaltung in Niedersachsen.

## Mittelalter und Frühe Neuzeit in Helmstedt (1232–1807)
| Name                          | Beginn der Amtszeit | Ende der Amtszeit |
| ----------------------------- | ------------------- | ----------------- |
| Wulframus                     | 1232?               |                   |
| Rudolf Anton Cellarius        | 1727                | 1743              |
| Joachim Dietrich Lichtenstein | 1744                | 24. Januar 1773   |
| Eberhard Ludwig Cellarius     | 1773                | 6. März 1776      |
| Johann David Kühne            | 1777                | 1781              |
| Anton Gottlieb Rham           | 1781                | 1790              |
| Georg Fein                    | 1790                | 1808              |

## Helmstedt im Königreich Westphalen (Napoleonische Zeit)(1807–1813)
| Name                         | Beginn der Amtszeit | Ende der Amtszeit |
| ---------------------------- | ------------------- | ----------------- |
| Georg Fein                   | 1790                | 1808              |
| Johann August Philipp Ferber | 1808                | 1. Februar 1844   |

## Helmstedt im Herzogtum Braunschweig (1814–1919)
| Name                         | Beginn der Amtszeit | Ende der Amtszeit |
| ---------------------------- | ------------------- | ----------------- |
| Johann August Philipp Ferber | 1808                | 1. Februar 1844   |
| Carl Claus                   | 1844                | 11. Juni 1874     |
| Louis Löser (kommissarisch)  | 11. Juni 1874       | 2. Oktober 1874   |
| Adolph Hartwieg              | 2. Oktober 1874     | 1879              |
| Hildebert Guericke           | 1879                | 1. Oktober 1898   |
| Franz Schönemann             | 1. Oktober 1898     | 1. Oktober 1919   |

## Demokratische Selbstverwaltung unter dem Freistaat Braunschweig (1918–1933)
| Name          | Beginn der Amtszeit | Ende der Amtszeit |
| ------------- | ------------------- | ----------------- |
| Hermann Velke | 1. Oktober 1919     | 17. Oktober 1933  |

## Nationalsozialismus (1933–1945)
| Name                                                       | Beginn der Amtszeit | Ende der Amtszeit |
| ---------------------------------------------------------- | ------------------- | ----------------- |
| Paul Denecke, Otto Schünemann, Georg Most, Rudolf Schlimme | 18. Oktober 1933    | 15. Januar 1935   |
| Kurt Drechsler                                             | 15. Januar 1935     | 24. April 1945    |
| Fritz Homann                                               | 24. April 1945      | ?                 |

## Nachkriegszeit & Bundesrepublik (ab 1946)
| #  | Bild | Bürgermeister          | Beginn der Amtszeit | Ende der Amtszeit | Partei | Partei    |
| -- | ---- | ---------------------- | ------------------- | ----------------- | ------ | --------- |
| 1  |      | Emil Neddermeyer       | 21. April 1946      | 2. Oktober 1946   |        | SPD       |
| 2  |      | Ewald Berndt           | 2. Oktober 1946     | 1949              |        | SPD       |
| 3  |      | Robert Hasenfuß        | 1949                | 1950              |        | CDU       |
| 4  |      | Friedrich Steinhoff    | 1950                | 1964              |        | SPD       |
| 5  |      | Robert Hasenfuß        | 1964                | 1968              |        | CDU       |
| 6  |      | Walter Diederichs      | 1968                | 1972              |        | CDU       |
| 7  |      | Herbert Rogoll         | 1972                | 1974              |        | SPD       |
| 8  |      | Hans-Otto Kieschke     | 1974                | 1991              |        | CDU       |
| 9  |      | Karl Birker            | 1991                | 1. März 2003      |        | SPD       |
| 10 |      | Wilhelm Abry           | 1. März 2003        | 22. März 2003     |        | CDU       |
| 11 |      | Heinz-Dieter Eisermann | 23. März 2003       | 1. November 2011  |        | parteilos |
| 12 |      | Wittich Schobert       | 1. November 2011    |                   |        | CDU       |